# Bény
Bény est une commune française située dans le département de l'Ain, en région Auvergne-Rhône-Alpes.
Ses habitants s'appellent les Bénéens et les Bénéennes.

## Géographie
Bény fait partie de la Bresse.

### Climat
Pour des articles plus généraux, voir Climat d'Auvergne-Rhône-Alpes et Climat de l'Ain.
En 2010, le climat de la commune est de type climat océanique dégradé des plaines du Centre et du Nord, selon une étude du CNRS s'appuyant sur une série de données couvrant la période 1971-2000. En 2020, Météo-France publie une typologie des climats de la France métropolitaine dans laquelle la commune est exposée à un climat semi-continental et est dans la région climatique Bourgogne, vallée de la Saône, caractérisée par un bon ensoleillement (1 900 h/an), un été chaud (18,5 °C), un air sec au printemps et en été et des vents faibles.
Pour la période 1971-2000, la température annuelle moyenne est de 11,2 °C, avec une amplitude thermique annuelle de 17,7 °C. Le cumul annuel moyen de précipitations est de 1 129 mm, avec 11,7 jours de précipitations en janvier et 8,2 jours en juillet. Pour la période 1991-2020, la température moyenne annuelle observée sur la station météorologique de Météo-France la plus proche, « Ceyzériat_sapc », sur la commune de Ceyzériat à 16 km à vol d'oiseau, est de 11,7 °C et le cumul annuel moyen de précipitations est de 1 032,6 mm,. Pour l'avenir, les paramètres climatiques de la commune estimés pour 2050 selon différents scénarios d'émission de gaz à effet de serre sont consultables sur un site dédié publié par Météo-France en novembre 2022.

## Urbanisme

### Typologie
Au 1er janvier 2024, Bény est catégorisée commune rurale à habitat dispersé, selon la nouvelle grille communale de densité à 7 niveaux définie par l'Insee en 2022.
Elle est située hors unité urbaine. Par ailleurs la commune fait partie de l'aire d'attraction de Bourg-en-Bresse, dont elle est une commune de la couronne,. Cette aire, qui regroupe 80 communes, est catégorisée dans les aires de 50 000 à moins de 200 000 habitants,.

### Occupation des sols
L'occupation des sols de la commune, telle qu'elle ressort de la base de données européenne d’occupation biophysique des sols Corine Land Cover (CLC), est marquée par l'importance des forêts et milieux semi-naturels (65,9 % en 2018), néanmoins en diminution par rapport à 1990 (70,6 %). La répartition détaillée en 2018 est la suivante : 
terres arables (40,5 %), prairies (32,3 %), forêts (16,9 %), zones agricoles hétérogènes (8,6 %), zones urbanisées (1,7 %).
L'évolution de l’occupation des sols de la commune et de ses infrastructures peut être observée sur les différentes représentations cartographiques du territoire : la carte de Cassini (XVIIIe siècle), la carte d'état-major (1820-1866) et les cartes ou photos aériennes de l'IGN pour la période actuelle (1950 à aujourd'hui).

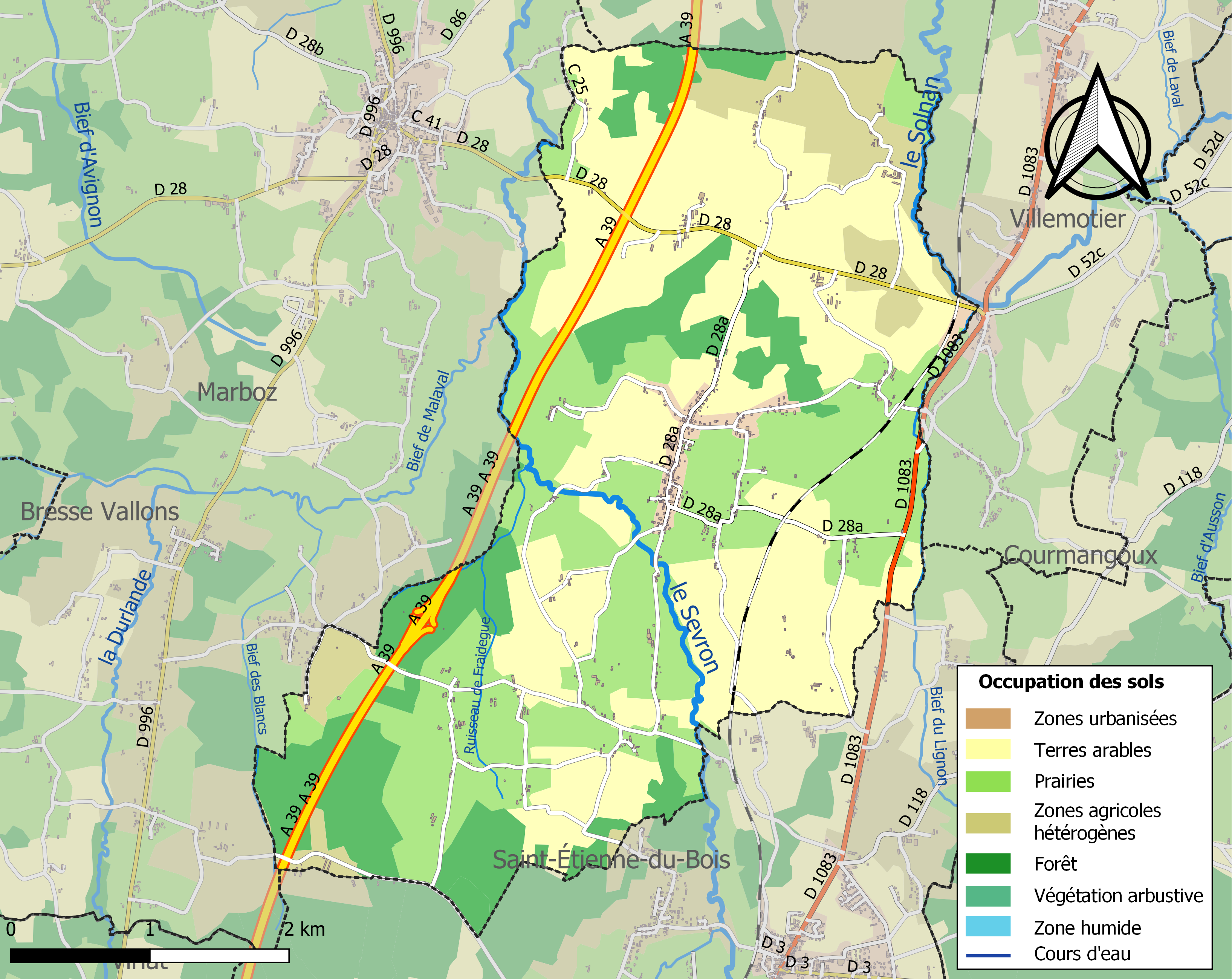
Carte des infrastructures et de l'occupation des sols de la commune en 2018 (CLC).

## Toponymie
Le nom de la localité est attesté sous les formes Bennis en 1250,, Beny, Beyny, Benys en 1468.
Ce toponyme semble dériver de l'anthroponyme Beninus.

## Histoire
Paroisse sous le vocable de saint Vincent, mentionnée dès le XIIIe siècle.
L’archevêques de Lyon nomma à la cure jusqu'en 1305, que l’archevêque Henri de Villars en donna les revenus et le droit de patronage de l'église au chapitre de Saint-Nizier.
Le curé percevait pour son entretien, sur la dîme, 80 coupes de blé, un sixième du nombre des poules et 50 livres en argent.
On conservait dans l'église une relique « de spongia Beata Virginis. »
Vis-à-vis de l'église, à cinq cents pas, existait une chapelle dotée d'une rente de 50 sols. On en ignorait le véritable vocable au XVIIe siècle. À la même époque, il en subsistait encore une autre à quatre mille pas, dans un pré appartenant au seigneur de Pélagey, sous le vocable de sainte Marie-Madeleine, « sans dotation ni revenu. On y faisait une procession le jour de la Madeleine et de sainte Radegonde. »

## Politique et administration

### Découpage territorial
La commune de Bény est membre de la communauté d'agglomération du Bassin de Bourg-en-Bresse, un établissement public de coopération intercommunale (EPCI) à fiscalité propre créé le 1er janvier 2017 dont le siège est à Bourg-en-Bresse. Ce dernier est par ailleurs membre d'autres groupements intercommunaux.
Sur le plan administratif, elle est rattachée à l'arrondissement de Bourg-en-Bresse, au département de l'Ain et à la région Auvergne-Rhône-Alpes. Sur le plan électoral, elle dépend du  canton de Saint-Étienne-du-Bois pour l'élection des conseillers départementaux, depuis le redécoupage cantonal de 2014 entré en vigueur en 2015, et de la première circonscription de l'Ain  pour les élections législatives, depuis le dernier découpage électoral de 2010.

### Administration municipale
| Période                                  | Période  | Identité         | Étiquette | Qualité     |
| ---------------------------------------- | -------- | ---------------- | --------- | ----------- |
| av.1951                                  | ?        | Jean-Marie Robin | CNIP      | Cultivateur |
| 1989                                     | 1995     | Georges Laurent  |           |             |
| 1995                                     | 2001     | Bernard Merle    |           |             |
| 2001                                     | 2004     | Gilbert Laissard |           |             |
| 2004                                     | 2014     | Georges Rodet    |           |             |
| 2014                                     | En cours | Patrick Bavoux   | SE        | Employé     |
| Les données manquantes sont à compléter. |          |                  |           |             |

## Démographie
L'évolution du nombre d'habitants est connue à travers les recensements de la population effectués dans la commune depuis 1793. Pour les communes de moins de 10 000 habitants, une enquête de recensement portant sur toute la population est réalisée tous les cinq ans, les populations de référence des années intermédiaires étant quant à elles estimées par interpolation ou extrapolation. Pour la commune, le premier recensement exhaustif entrant dans le cadre du nouveau dispositif a été réalisé en 2006.

En 2022, la commune comptait 769 habitants, en évolution de +0,92 % par rapport à 2016 (Ain : +5,15 %, France hors Mayotte : +2,11 %).
| 1793  | 1800  | 1806  | 1821  | 1831  | 1836  | 1841  | 1846  | 1851  |
| ----- | ----- | ----- | ----- | ----- | ----- | ----- | ----- | ----- |
| 1 012 | 1 038 | 1 222 | 1 103 | 1 076 | 1 037 | 1 016 | 1 021 | 1 011 |

| 1856  | 1861  | 1866  | 1872  | 1876 | 1881 | 1886 | 1891 | 1896 |
| ----- | ----- | ----- | ----- | ---- | ---- | ---- | ---- | ---- |
| 1 015 | 1 007 | 1 011 | 1 005 | 983  | 996  | 941  | 907  | 882  |

| 1901 | 1906 | 1911 | 1921 | 1926 | 1931 | 1936 | 1946 | 1954 |
| ---- | ---- | ---- | ---- | ---- | ---- | ---- | ---- | ---- |
| 884  | 855  | 844  | 726  | 740  | 705  | 681  | 669  | 675  |

| 1962 | 1968 | 1975 | 1982 | 1990 | 1999 | 2006 | 2011 | 2016 |
| ---- | ---- | ---- | ---- | ---- | ---- | ---- | ---- | ---- |
| 640  | 566  | 503  | 537  | 587  | 613  | 714  | 714  | 762  |

| 2021 | 2022 | - | - | - | - | - | - | - |
| ---- | ---- | - | - | - | - | - | - | - |
| 764  | 769  | - | - | - | - | - | - | - |

## Économie
Bény est un petit village où il y a beaucoup d'exploitations agricoles d'élevage bovin et laitier.
La gare SNCF qui dessert le bourg s'appelle gare de Moulin-des-Ponts.

## Lieux et monuments

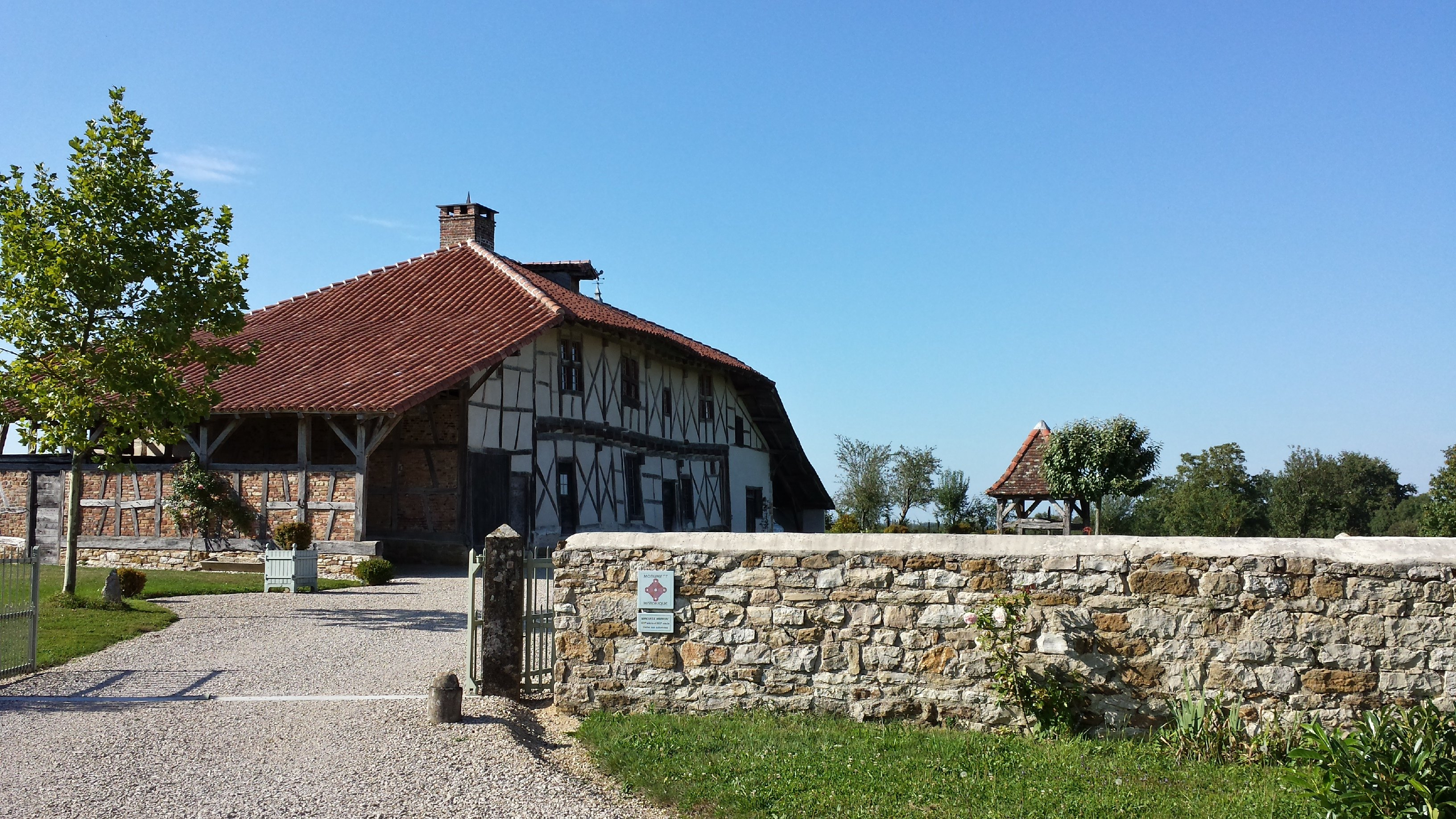
Le manoir de Marmont.

- Le manoir de Marmont est inscrit au titre des monuments historiques depuis le 23 juillet 1992. En 1370, Hugues d'Andelot est qualifié de seigneur de Marmont[21].
- Mémorial Maryse Hilsz, aviatrice décédée accidentellement dans le village en 1946.
- Église Saint-Vincent de Bény.